# 法供 (佛教)
法供（或），又叫供養、供奉、供養法會、作供、供施、供給、打供、供，佛教術語，是指對佛法僧三寶的供奉。上座部佛教地区又叫赕佛、赕僧。

## 供奉方式
法供指對佛法僧的供奉，教徒可自行供養，比如在家供奉佛菩薩像；又比如到佛寺供養佛像和寺僧；再比如召開齋僧大會，奉請眾僧用齋飯。如果由比丘僧主持法供集會，稱爲法會、佛事、法要。供奉的形式多種多樣：
- 可以用香、花、燈燭、清水、水果、食物、幢幡等莊嚴佛具、佛像貼金以供佛，這其中有三具足、五具足的供具標準；用袈裟、藥物、日用品等用具供僧，表達對佛法僧的敬奉，這叫“利供養”[2]。佛陀住世時，天人常灑以鮮花供奉，如著名的天女散花。佛入滅後，佛教徒可以對著佛像供奉，以佛像作為佛的表征，亦具有功德。對待菩薩、阿羅漢、聖賢僧，也可用相同的方式供奉。後世常能看到信徒用钱财供养僧人和佛像，於出家人戒律本是不允许接受的，汉传佛教唐朝实行禅林制度变通後僧人普遍蓄财资生，日本称之为「净财」，藏传佛教情形类似；上座佛教規定僧人不得持有金銀寶貨，财物皆由「净人」居士打理，佛像前供上钱财的行为却不罕见，傣区称之为「赕佛」。

- 也可對佛、僧合十敬禮，或鞠躬敬禮，或跪拜敬禮，或五體投地敬禮，這叫“敬供養”[2]。

- 還有以佛法的方式供養的。如踐行五戒、十善，遵行佛陀的教誨。佛前念誦三皈依偈，誦經、念佛等，或打坐參禪，訓練定力。佛教徒每日進行禮佛、誦經的功課即是一種法供，這叫“行供養”[2]。

- 將佛法的妙義傳播於眾生，幫助眾生離苦得樂，這叫“法供養”[2]。

- 佛教中還有一種特殊的供養方式，稱爲“身供養”，即將肢體、血肉供奉給眾生和佛法僧，比如佛陀因地割肉飼鷹、燃身供僧[3]，是一種供養眾生或者說是佈施眾生的行為；“燃指供養”，宋朝時期漢地僧侶頭頂“燒戒疤”的行為，都屬於身供養。但這個法門並非普適於大眾，是一種非常特殊的用於去除身見（身見即以四大假合之身爲常的邪見）的法門，且有時應理解爲用“三昧真火”燒除煩惱過患[4]。對於大眾而言，幫助寺院打掃勞務，獻身給佛法僧事業，亦算是身供養[5]。

- 僧侶誦經
- 藏地佛教徒五體投地敬拜佛菩薩
- 僧侶禪修
- 合十禮敬佛陀

## 奉天
在佛教中，出於尊敬，有時會對諸天神祇供奉，尤其在密宗中，如二十诸天、二十四诸天。在佛教的理論中，有些大天神行菩薩道，有的其實就是佛菩薩的化身，故可將這些神祇當做菩薩和未來佛加以供奉，仍然是位列佛法僧三寶的。
在其他宗教而言，供奉神祇是為了獲得神的回報。在佛教裡，供奉佛法僧是為了表達尊敬和感謝，也許按照因果律會獲得相應的福報，但拜佛不是為了和佛做生意、要回報，作功德究竟而言是爲了積累證悟的資糧。這一點和奉神是具有本質區別的。